# دينيس أوليري
دينيس أوليري (بالإنجليزية: Denis O’Leary)‏ هو محامي وسياسي أمريكي، ولد في 22 يناير 1863 في الولايات المتحدة، وتوفي في 27 سبتمبر 1943. حزبياً، نشط في الحزب الديمقراطي. وقد انتخب عضو مجلس النواب الأمريكي.